# Tensor d'energia-moment

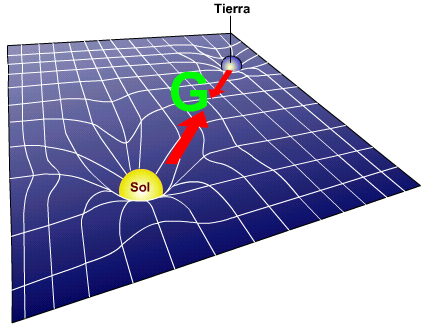
En relativitat general, la curvatura de l'espaitemps ve donada pel tensor d'energia-impuls

El tensor de tensió-energia, també anomenat tensor energia-impuls (o igualment tensor d'energia-moment) és una quantitat tensorial en la teoria de la relativitat que s'usa per a descriure el flux d'energia i el moment lineal d'una distribució contínua de matèria en el context de la teoria de la relativitat, a més de ser molt important en les equacions d'Einstein per al camp gravitacional.
Fixat un conjunt de coordenades o una base {\displaystyle \scriptstyle \{{\mathbf {e} }^{0},{\mathbf {e} }^{1},{\mathbf {e} }^{2},{\mathbf {e} }^{3}\}} en cada punt de l'espaitemps (els elements d'aquesta base seria matemàticament 1-forma), el tensor energia-impuls és un tensor de rang 2 que es pot descriure com una matriu del tipus:
{\displaystyle \mathbf {T} (\mathbf {x} )=T_{\alpha \beta }(\mathbf {x} ){\mathbf {e} }^{\alpha }{\mathbf {e} }^{\beta },\qquad T_{\alpha \beta }={\begin{bmatrix}T_{00}&T_{01}&T_{02}&T_{03}\\T_{10}&T_{11}&T_{12}&T_{13}\\T_{20}&T_{21}&T_{22}&T_{23}\\T_{30}&T_{31}&T_{32}&T_{33}\end{bmatrix}}}
En què en l'expressió anterior s'ha usat el conveni de sumació d'Einstein. Si considerem ara un observador que es mou amb quadrivelocitat {\displaystyle \scriptstyle \mathbf {u} =u^{\alpha }\mathbf {e} _{\alpha }} per a aquest observador ve donada per:
{\displaystyle e=T_{\alpha \beta }(\mathbf {x} ){\frac {u^{\alpha }u^{\beta }}{c^{2}}}}
I el flux d'energia a través d'una superfície (de tipus espacial i en repòs respecte a l'observador) el vector normal vingui donat per {\displaystyle \scriptstyle \mathbf {n} }, ve donat per:
{\displaystyle -T_{\alpha \beta }(\mathbf {x} )u^{\alpha }n^{\beta }}

### Llei de conservació
En el context de la teoria de la relativitat, la llei de conservació de l'energia i la llei de conservació de la quantitat de moviment poden expressar-se de manera molt simple en termes del tensor d'energia-impuls. Concretament, ambdues lleis es poden escriure conjuntament com una equació de continuïtat del tipus:
La quantitat {\displaystyle \nabla _{\mu }T^{\mu \nu }=0} sobre una llesca de tipus espai dona el quadrivector energia-moment o quadrimoment. Aquest tensor és el corrent de Noether associat a les translacions en l'espaitemps. En relativitat general, aquesta quantitat actua com la font de la curvatura de l'espaitemps, i és la densitat de corrent associada a les transformacions de gauge (en aquest cas, transformacions de coordenades) pel teorema de Noether. Ara bé, en l'espaitemps corbat, la integral de tipus espai depèn de la llesca de tipus espai, en general. No hi ha, de fet, manera de definir un vector global d'energia-moment en un espaitemps corbat en general.
{\displaystyle P^{\mu }={\frac {1}{c}}\int _{V}T^{0\mu }\ d^{3}\mathbf {x} }

### Tensors relacionats
La part tridimensional del tensor energia-impuls coincideix amb el tensor tensió de la mecànica dels medis continus.

## Exemples
En teoria de la relativitat, el tensor energia-impuls d'un fluid perfecte és expressable en termes dels seus quadrivelocitat, densitat màssica i pressió:

{\displaystyle T_{\mu \nu }=\left(\rho +{\frac {p}{c^{2}}}\right)u_{\mu }u_{\nu }+pg_{\mu \nu }}